# Bedińe
Bedińe (mac. Бедиње) – wieś w Macedonii Północnej, w gminie Kumanowo. Wieś zamieszkuje 2 080 osób, w tym 1 426 Macedończyków, 308 Albańczyków, 95 Romów, 230 Serbów i inni.